# Walerij Schewtschuk

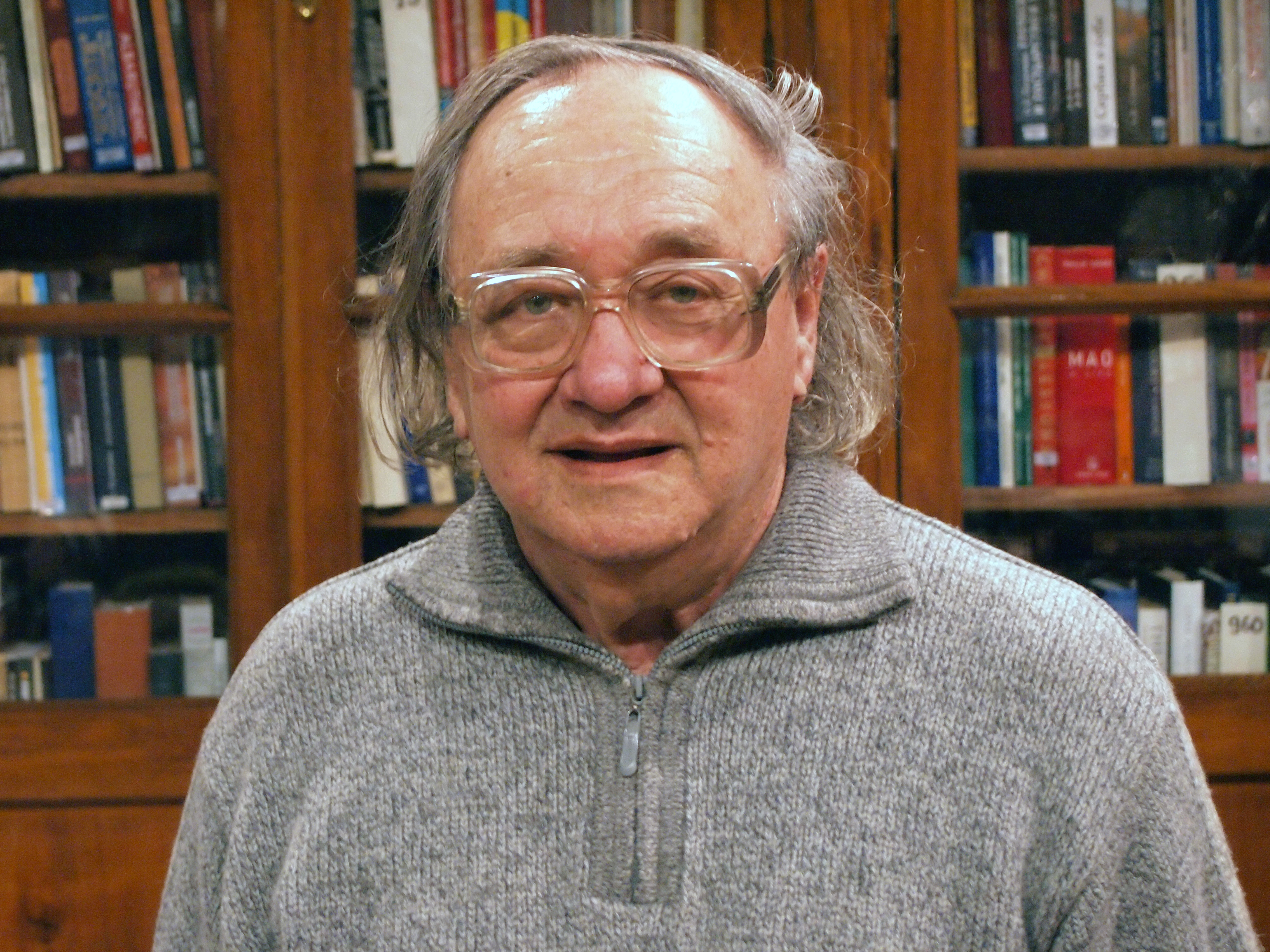
Walerij Schewtschuk 2011

Walerij Oleksandrowytsch Schewtschuk (ukrainisch Валерій Олександрович Шевчук; * 20. August 1939 in Schytomyr, Ukrainische SSR; † 6. Mai 2025 in Kiew) war ein ukrainischer Schriftsteller, Übersetzer und Literaturwissenschaftler, Vertreter der Sechziger.

## Leben
Walerij Schewtschuk veröffentlichte 1961 seine erste Kurzgeschichte und begann im selben Jahr mit einem Artikel zu Stepan Wassyltschenko sein Wirken als Literaturkritiker. Von 1958 bis 1963 studierte er an der Fakultät für Geschichte und Philosophie der Taras-Schewtschenko-Universität in Kiew und arbeitete, bevor er seinen Militärdienst bei Murmansk antrat, kurze Zeit als Korrespondent der Zeitung Moloda hvardiia. Nach seiner Dienstzeit als Wehrpflichtiger kehrte er in die Ukraine zurück und arbeitete als Schriftsteller. 1967 wurde er Mitglied des Schriftstellerverbandes der Ukraine. Seine Bücher waren Meisterwerke der realistischen, psychologischen Prosa zu zeitgenössischen Themen.
Die offiziellen sowjetischen Kritiker kritisierten ihn aufgrund übermäßiger „Mikroanalyse“, dennoch wurde er als einer der talentiertesten jungen ukrainischen Prosaiker neben Hryhir Tjutjunnyk, Jewhen Huzalo, Wolodymyr Drosd (Володимир Григорович Дрозд) und Jurij Schtscherbak (Юрій Миколайович Щербак) anerkannt. 1968 wandte er sich vom Realismus ab und begann, inspiriert von Nikolai Gogol und Oleksandr Iltschenko (Олександр Єлисейович Ільченко), über historische Themen zu schreiben.
Mit den Repressionen gegen Dissidenten in den späten 1960er Jahren und insbesondere nach den Massenverhaftungen von ukrainischen Intellektuellen ab 1972 wurde Walerij Schewtschuk die Erlaubnis zur Veröffentlichung seiner Werke entzogen. Anders als viele Schriftsteller der ukrainischen 60er Generation hielt er sich nicht an die Vorgaben des sozialistischen Realismus, schwieg jedoch bis zum Ende der 1970er Jahre. Als einer der wenigen etablierten Schriftsteller brach er nicht den Kontakt zu den inhaftierten Dissidenten ab, sondern besuchte diese in den Gulags in Sibirien.
In den späten 1970er/frühen 1980er Jahren setzte er seine literarische Tätigkeit, nachdem sich die Beschränkungen zu literarischen Veröffentlichungen gelockert hatten, fort. Im Jahr 2007 wurde er Honorarprofessor an der Kiewer Mohyla-Akademie.
Schewtschuk ist Autor von über 600 wissenschaftlichen und publizistischen Artikeln zur Literaturgeschichte und etwa 115 Buchpublikationen. Seine Werke wurden in 21 Sprachen übersetzt.

## Ehrungen und Auszeichnungen
- 1988 den Taras-Schewtschenko-Preis, Nationalpreis der Ukraine für Kultur[3]
- 1990 Antonowytsch-Preis[5]
- 1999 den Orden des Fürsten Jaroslaw des Weisen 5. Klasse[3]

## Werke  (Auswahl)
- Mondschein über dem Schwalbennest
- Bekenntnisse eines Mönchs oder neues Kiewer Synaxarion, verfasst von dem sündigen Klausner Semen aus dem Heiligen Höhlenkloster